# Partamona nhambiquara
Partamona nhambiquara là một loài Hymenoptera trong họ Apidae. Loài này được Pedro & Camargo mô tả khoa học năm 2003.